# Pierre André François Viau de Thébaudières
Pierre André François Viau des Thébaudières est un magistrat et homme politique français né le 17 octobre 1751 à Nantes et décédé le 17 mai 1816 à Orléans.

## Biographie
Pierre André François Viau de Thébaudières est le fils de Jacques Viau, sieur de La Thébaudière, et de Françoise Lory. 
Avocat au parlement, Pierre André François Viau de Thébaudières devient substitut du procureur général du roi au conseil supérieur du Cap-Français (Saint-Domingue) le 5 août 1773, conseiller au même conseil le 8 octobre 1775, et procureur général du roi le 19 février 1779.
Elu, le 2 avril 1789, député aux États généraux par la colonie de Saint-Domingue, il prête le serment du Jeu de Paume et est membre du comité colonial. Il donne sa démission le 20 avril 1790.
Après avoir vécu dans la retraite sous la Convention et le Directoire, il se rallie au 18 Brumaire, est nommé, le 3 thermidor an X, vice-président du tribunal d'appel au Cap, commissaire du gouvernement près le même tribunal le 26 thermidor an XI, et, le 19 brumaire an XII, agent du gouvernement de Saint-Domingue près les autorités espagnoles de l'île de Cuba.
Il remplit ces fonctions jusqu'en février 1809 ; à cette époque le soulèvement des Espagnols le force de se retirer, après avoir été arrêté et détenu pendant dix jours.
Rentré en France, il devient conseiller à la cour impériale d'Orléans le 8 mars 1811, chevalier de la Légion d'honneur le 11 novembre 1814, et est confirmé dans ce poste par la Restauration le 14 février 1816.